# آودافاتر
آودافاتر Oudewater  هي مدينة وبلدية بمقاطعة أوترخت بهولندا.

## طوبوغرافيا
خريطة طوبوغرافية هولندية لبلدية آودافاتر، يونيو 2015، (تقرأ بعد ثلاث نقرات على الخريطة).

## معرض صور

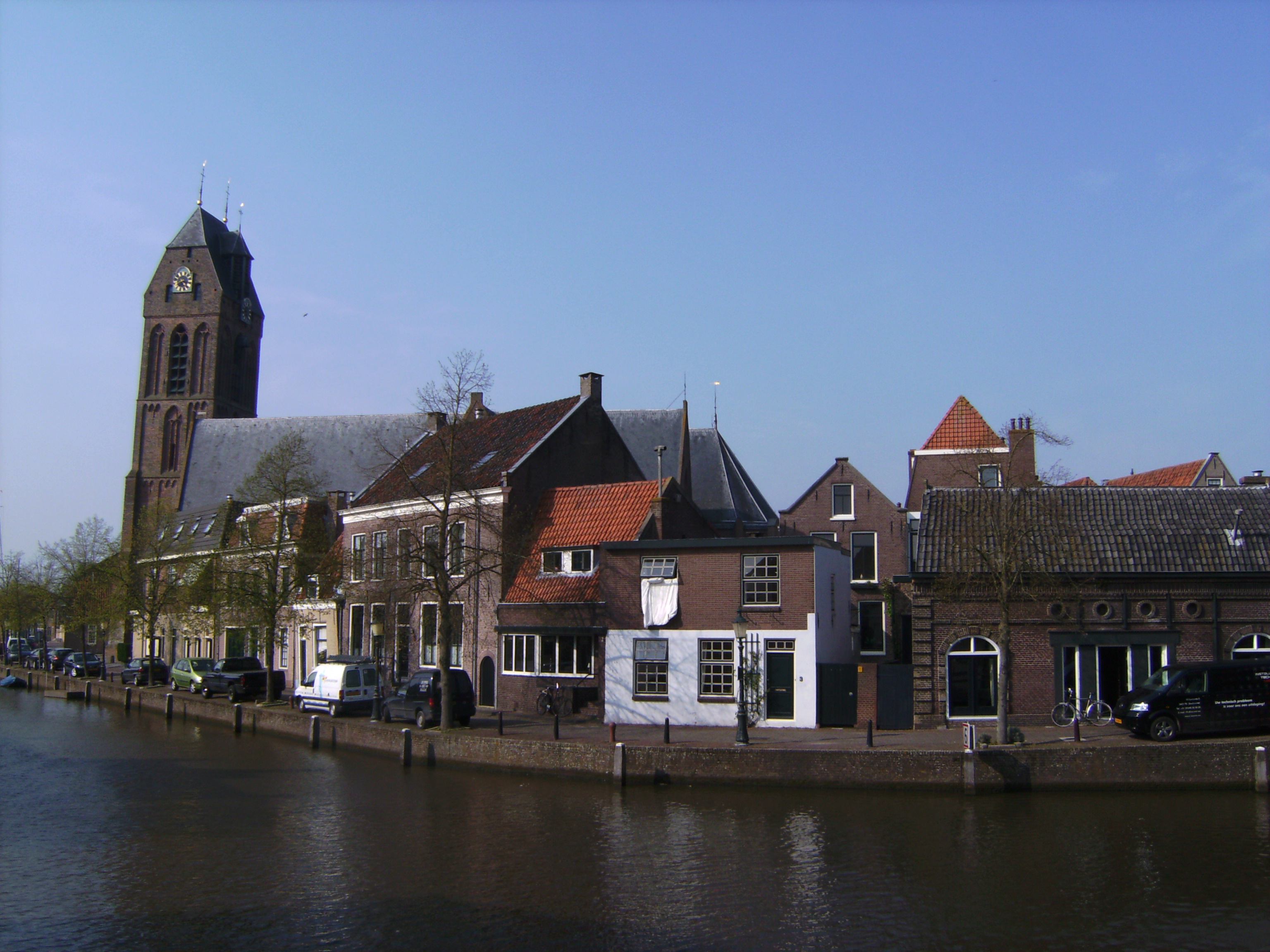
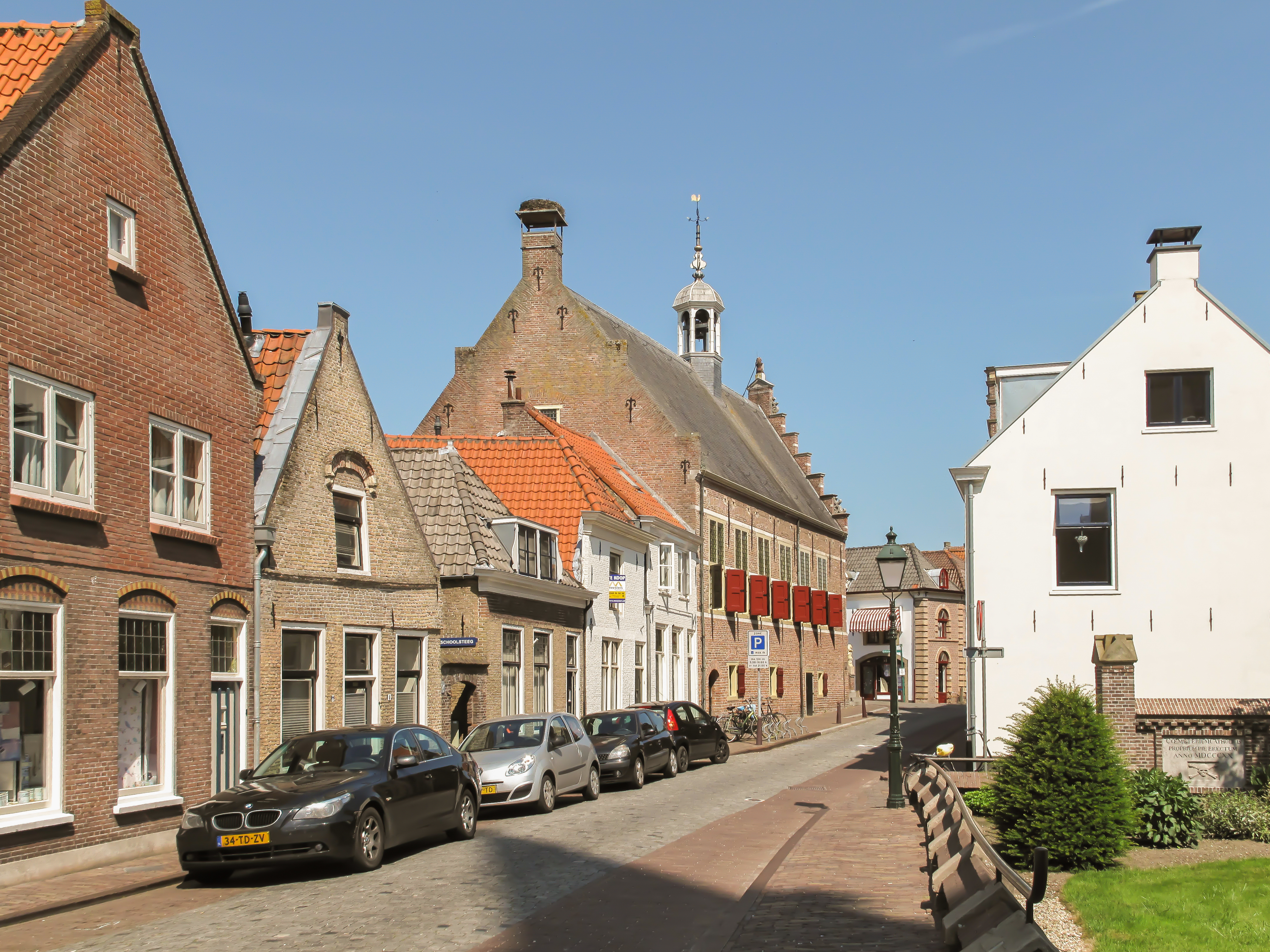
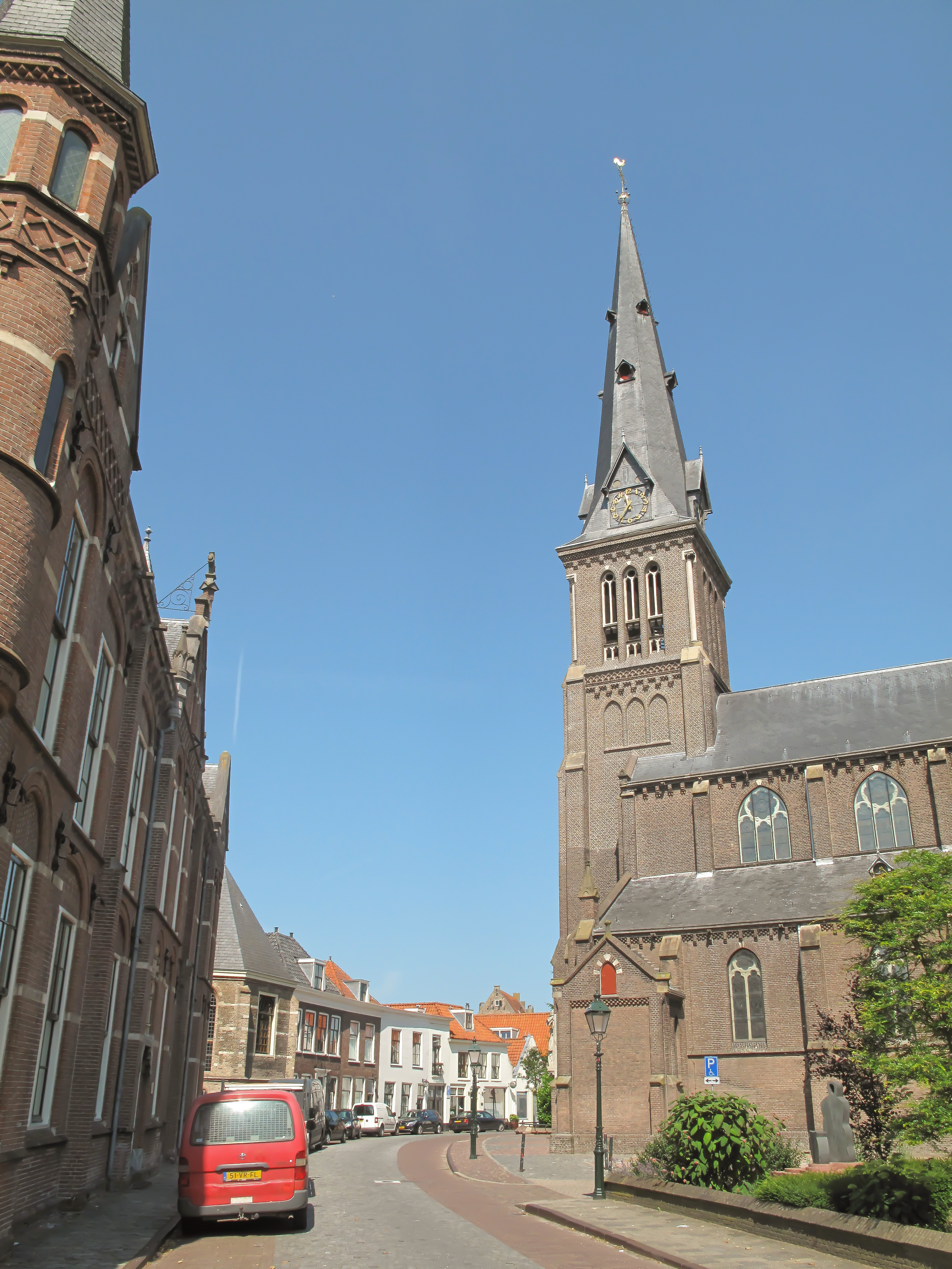
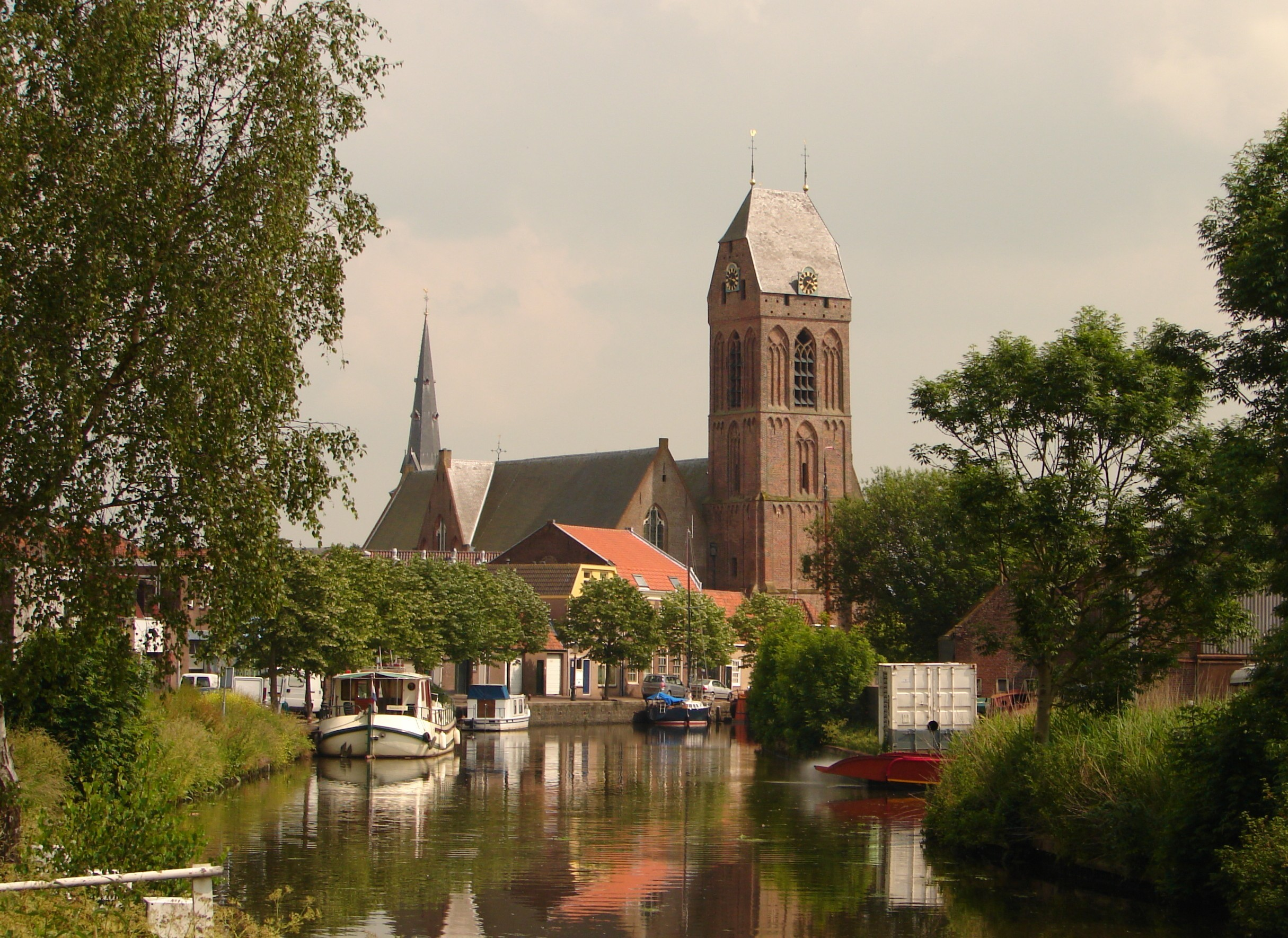

## أعلام
- جاكوب أرمينيوس
- خيرارد دافيد

## وصلات خارجية
- الموقع الرسمي
- Tourist information
- Museum de Heksenwaag